# Lagynodes pseudocarinatus
Lagynodes pseudocarinatus är en stekelart som beskrevs av Szabó och Oehlke 1986. Lagynodes pseudocarinatus ingår i släktet Lagynodes och familjen trefåresteklar. Inga underarter finns listade i Catalogue of Life.